# Episodi di Agente Speciale Oso (seconda stagione)
Questa è la lista degli episodi della seconda e ultima stagione di Agente Speciale Oso, serie animata prodotta da The Walt Disney Company e trasmessa negli Stati Uniti dal 10 luglio 2010 al 17 maggio 2012 su Playhouse Disney, Disney Junior e Disney Channel. In Italia è andata in onda su Playhouse Disney e Disney Channel e in chiaro su Rai 2. L'edizione italiana ha seguito l'ordine di trasmissione statunitense degli episodi e perciò questi presentano un ordine diverso rispetto a quello di produzione.

## Episodi
| nº | nº stag. | nº Ita | Titolo italiano                                                                               | Titolo originale                  | Prima TV USA      | Prima TV Italia |  |  |  |
| -- | -------- | ------ | --------------------------------------------------------------------------------------------- | --------------------------------- | ----------------- | --------------- |  |  |  |
| 25 | 1        | 8      | Pane burro e marmellata                                                                       | Quantum of Sandwich               | 20 settembre 2010 |                 |  |  |  |
| 25 | 1        | 8      | Operazione muffin                                                                             | Thunder Muffin                    | 20 settembre 2010 |                 |  |  |  |
| 26 | 2        | 2      | Dott. Velocità                                                                                | Dr. Go                            | 17 luglio 2010    |                 |  |  |  |
| 26 | 2        | 2      | Solo per il tuo letto                                                                         | For Your Bed Only                 | 17 luglio 2010    |                 |  |  |  |
| 27 | 3        | 1      | Un altro modo di volare                                                                       | Another Way to Fly                | 10 luglio 2010    |                 |  |  |  |
| 27 | 3        | 1      | Occhio alla palla                                                                             | A View to a Ball                  | 10 luglio 2010    |                 |  |  |  |
| 28 | 4        | 3      | Dalla Cina con amore                                                                          | From China with Love              | 24 luglio 2010    |                 |  |  |  |
| 28 | 4        | 3      | Operazione basket                                                                             | Thunderbasket                     | 24 luglio 2010    |                 |  |  |  |
| 29 | 5        | 4      | Il monopattino                                                                                | Goldscooter                       | 31 luglio 2010    |                 |  |  |  |
| 29 | 5        | 4      | Tanti colori per Ivan                                                                         | The Boy with the Colored Crayons  | 31 luglio 2010    |                 |  |  |  |
| 30 | 6        | 5      | Operazione minigolf                                                                           | Goldputter                        | 7 agosto 2010     |                 |  |  |  |
| 30 | 6        | 5      | Foglie in rilievo                                                                             | Live and Leaf Rub                 | 7 agosto 2010     |                 |  |  |  |
| 31 | 7        | 6      | Spremuta per la mamma                                                                         | Dr. Juice                         | 14 agosto 2010    |                 |  |  |  |
| 31 | 7        | 6      | Il raffreddore                                                                                | For Your Nose Only                | 14 agosto 2010    |                 |  |  |  |
| 32 | 8        | 7      | Una carezza canina                                                                            | The Man with the Golden Retriever | 21 agosto 2010    |                 |  |  |  |
| 32 | 8        | 7      | Il gioco della sedia                                                                          | The Chairs Are Not Enough         | 21 agosto 2010    |                 |  |  |  |
| 33 | 9        | 9      | Mischiare i colori                                                                            | Colors Royale                     | 4 ottobre 2010    |                 |  |  |  |
| 33 | 9        | 9      | Acqua e sapone                                                                                | Cleanfingers                      | 4 ottobre 2010    |                 |  |  |  |
| 34 | 10       | 10     | Kevin e la festa di Halloween                                                                 | A View to a Mask                  | 8 ottobre 2010    |                 |  |  |  |
| 34 | 10       | 10     | La lanterna di zucca                                                                          | Pumpkin Eyes                      | 8 ottobre 2010    |                 |  |  |  |
| 35 | 11       | 11     | Illuminare, decorare, celebrare (prima parte) Illuminare, decorare, celebrare (seconda parte) | The Living Holiday Lights         | 6 dicembre 2010   |                 |  |  |  |
| 36 | 12       | 12     | Angeli nella neve                                                                             | For Angels with Snow              | 13 Dicembre 2010  |                 |  |  |  |
| 36 | 12       | 12     | La sfera con la neve                                                                          | Dr. Snow                          | 13 Dicembre 2010  |                 |  |  |  |
| 37 | 13       | 13     | Reggetevi forte!                                                                              | License to Sled                   | 27 dicembre 2010  |                 |  |  |  |
| 37 | 13       | 13     | Ogni fiocco di neve è unico                                                                   | Snowflakes Are Forever            | 27 dicembre 2010  |                 |  |  |  |
| 38 | 14       | 14     | Un lancio da maestro                                                                          | Dr. Throw                         | 7 gennaio 2011    |                 |  |  |  |
| 38 | 14       | 14     | Non farti prendere, scappa                                                                    | Nobody Plays "it" Better          | 7 gennaio 2011    |                 |  |  |  |
| 39 | 15       | 18     | Nella vecchia fattoria                                                                        | On Old MacDonald's Special Song   | 4 aprile 2011     |                 |  |  |  |
| 39 | 15       | 18     | Schioccare le dita                                                                            | Snapfingers                       | 4 aprile 2011     |                 |  |  |  |
| 40 | 16       | 15     | Macchie di sugo                                                                               | Quantum of Sauce                  | 24 gennaio 2011   |                 |  |  |  |
| 40 | 16       | 15     | Operazione panni puliti                                                                       | The Girl with the Folded Clothes  | 24 gennaio 2011   |                 |  |  |  |
| 41 | 17       | 16     | Pollice verde                                                                                 | Greenfinger                       | 14 febbraio 2011  |                 |  |  |  |
| 41 | 17       | 16     | Buonanotte e sogni d'oro                                                                      | For Sleepy Eyes Only              | 14 febbraio 2011  |                 |  |  |  |
| 42 | 18       | 17     | Pulire e medicare                                                                             | Live and Let Heal                 | 23 febbraio 2011  |                 |  |  |  |
| 42 | 18       | 17     | Swimmy ha fame                                                                                | GoldenFish                        | 23 febbraio 2011  |                 |  |  |  |
| 43 | 19       | 27     | Cucina con i cugini                                                                           | For Tamales with Love             | 15 settembre 2011 |                 |  |  |  |
| 43 | 19       | 27     | Pignatta per la festa                                                                         | Pinata Royale                     | 15 settembre 2011 |                 |  |  |  |
| 44 | 20       | 20     | Resta dove sei                                                                                | Lost and Get Found                | 6 aprile 2011     |                 |  |  |  |
| 44 | 20       | 20     | Molto meglio la verità                                                                        | A View to the Truth               | 6 aprile 2011     |                 |  |  |  |
| 45 | 21       | 19     | Una scelta sana da adulta                                                                     | License to Order                  | 5 aprile 2011     |                 |  |  |  |
| 45 | 21       | 19     | Le buone maniere                                                                              | Table Manners Are Forever         | 5 aprile 2011     |                 |  |  |  |
| 46 | 22       | 21     | Esercitazione antincendio                                                                     | A View to a Fire Drill            | 7 aprile 2011     |                 |  |  |  |
| 46 | 22       | 21     | Cintura di sicurezza                                                                          | Thunderbelt                       | 7 aprile 2011     |                 |  |  |  |
| 47 | 23       | 29     | Operazione buonumore                                                                          | License to Cheer Up               | 8 novembre 2011   |                 |  |  |  |
| 47 | 23       | 29     | Fa' la scelta giusta                                                                          | You Only Vote Once                | 8 novembre 2011   |                 |  |  |  |
| 48 | 24       | 22     | Le formiche sul tronco                                                                        | Quantum of Celery                 | 8 aprile 2011     |                 |  |  |  |
| 48 | 24       | 22     | La fontanella                                                                                 | Drink Another Day                 | 8 aprile 2011     |                 |  |  |  |
| 49 | 25       | 32     | Le uova pasquali                                                                              | Dye Another Egg                   | 6 aprile 2012     |                 |  |  |  |
| 49 | 25       | 32     | Saltellando                                                                                   | Dr. Skip                          | 6 aprile 2012     |                 |  |  |  |
| 50 | 26       | 23     | Solo per le tue mani                                                                          | For Your Hands Only               | 6 maggio 2011     |                 |  |  |  |
| 50 | 26       | 23     | Operazione trave                                                                              | Thunderbeam                       | 6 maggio 2011     |                 |  |  |  |
| 51 | 27       | 26     | I veri amici sono per sempre                                                                  | Best Friends Are Forever          | 2 settembre 2011  |                 |  |  |  |
| 51 | 27       | 26     | Il primo giorno di scuola                                                                     | For School Days Only              | 2 settembre 2011  |                 |  |  |  |
| 52 | 28       | 24     | L'obiettivo è il gol                                                                          | A View to a Goal                  | 13 giugno 2011    |                 |  |  |  |
| 52 | 28       | 24     | Spazza via con allegria!                                                                      | Sweep Another Day                 | 13 giugno 2011    |                 |  |  |  |
| 53 | 29       | 25     | Uno, due, tre, stella!                                                                        | Freeze Dance Royale               | 12 agosto 2011    |                 |  |  |  |
| 53 | 29       | 25     | Uno scatolone per un fortino                                                                  | The Boy with the Cardboard Fort   | 12 agosto 2011    |                 |  |  |  |
| 54 | 30       | 30     | Il ventaglio di carta                                                                         | Goldfanner                        | 24 gennaio 2012   |                 |  |  |  |
| 54 | 30       | 30     | Unisci un altro punto                                                                         | Connect Another Dot               | 24 gennaio 2012   |                 |  |  |  |
| 55 | 31       | 31     | Il gioco della cassa                                                                          | License to Share                  | 25 gennaio 2012   |                 |  |  |  |
| 55 | 31       | 31     | Per favore e grazie                                                                           | Live and Be Polite                | 25 gennaio 2012   |                 |  |  |  |
| 56 | 32       | 34     | Handy Manny Tuttofare                                                                         | The Manny with the Golden Bear    | 30 marzo 2012     |                 |  |  |  |
| 57 | 33       | 28     | Lo show dei pupazzini calzini                                                                 | Sock Puppet Royale                | 7 ottobre 2011    |                 |  |  |  |
| 57 | 33       | 28     | Il vestito della principessa                                                                  | Costume of Solace                 | 7 ottobre 2011    |                 |  |  |  |
| 58 | 34       | 33     | La punta di diamante del baseball                                                             | Diamonds Are for Baseball         | 17 maggio 2012    |                 |  |  |  |
| 58 | 34       | 33     | Il gioco anatra-oca                                                                           | Tomorrow Never Ducks              | 17 maggio 2012    |                 |  |  |  |
| 59 | 35       | 35     | Nuova baby-sitter                                                                             | The Sitter Who Watched Me         | 26 gennaio 2012   |                 |  |  |  |
| 59 | 35       | 35     | Andare in bagno da soli                                                                       | Potty Royale                      | 26 gennaio 2012   |                 |  |  |  |
| 60 | 36       | 36     | Mi si sono ristretti gli amici                                                                | Thundersmall                      | 23 gennaio 2012   |                 |  |  |  |